# Komarów-Osada (gromada)
Komarów-Osada (pocz. Komarów Osada) – dawna gromada, czyli najmniejsza jednostka podziału terytorialnego Polskiej Rzeczypospolitej Ludowej w latach 1954–1972.
Gromady, z gromadzkimi radami narodowymi (GRN) jako organami władzy najniższego stopnia na wsi, funkcjonowały od reformy reorganizującej administrację wiejską przeprowadzonej jesienią 1954 do momentu ich zniesienia z dniem 1 stycznia 1973, tym samym wypierając organizację gminną w latach 1954–1972.
Gromadę Komarów Osada (pisownia bez łącznika) z siedzibą GRN w Komarowie osadzie utworzono – jako jedną z 8759 gromad na obszarze Polski – w powiecie tomaszowskim w woj. lubelskim na mocy uchwały nr 16 WRN w Lublinie z dnia 5 października 1954. W skład jednostki weszły obszary dotychczasowych gromad Komarów osada, Komarów Górny, Komarów Dolny, Wolica Brzozowa, Ruszczyzna, Krzywostok wieś i Krzywostok kol. ze zniesionej gminy Komarów w tymże powiecie. Dla gromady ustalono 26 członków gromadzkiej rady narodowej.
1 stycznia 1960 do gromady Komarów Osada włączono obszar zniesionej gromady Komarów oraz wieś Zubowice, kolonię Zubowice i wieś Sosnowa Dębowa ze zniesionej gromady Zubowice w tymże powiecie.
1 stycznia 1962 do gromady Komarów-Osada włączono obszar zniesionej gromady Antoniówka w tymże powiecie.
Gromada przetrwała do końca 1972 roku, czyli do kolejnej reformy gminnej. 1 stycznia 1973 w powiecie tomaszowskim reaktywowano gminę Komarów-Osada.
Uwaga: Nie mylić z pobliską gromadą Komarów z siedzibą w Komarowie (Wsi).